# 고대 사회
⟪고대 사회⟫(Ancient Society)는 루이스 헨리 모건이 1877년에 출판한 인류학 책이다. '야만으로부터 미개를 거쳐 문명으로 인류가 진화해 온 과정에 대한 연구'라는 부제를 보아도 알 수 있듯이 다윈의 생물 진화론에 자극을 받아 쓴 사회학적 연구서이다. 이 책은 당시의 학계에 큰 영향을 미쳤으며 마르크스, 엥겔스 등도 이 책을 높이 평가했고, 특히 엥겔스의 ⟪가족, 사유재산, 국가의 기원⟫은 모건의 연구 성과를 채택하고 있다. 전체는 4편으로 나누어졌는데, 제1편 '발명과 발견에 의한 지력(知力)의 발달', 제2편 '정부(政府) 관념의 발달', 제3편 '가족 관념의 발달'로 되어 있다. 

## 내용
모건은 이 책에서 ⑴ 인류의 발전 단계를 야만·미개·문명의 세 단계로 나누고 야만과 미개는 다시 하기(下期)·중기(中期)·상기(上期)로 세분하였다. 그리고 모계 씨족제(母系氏族制)의 이로쿼이족은 미개의 하기, 부계 씨족 사회(父系氏族社會)인 그리스, 로마는 미개 상기에 해당한다고 하였다. 그는 주로 생활자료의 생산 진보를 기초로 하여 이러한 시대 구분을 하였다. ⑵ 다음에 이 책의 가장 중요한 부분인 씨족제도의 연구에서는 인류사회는 모권제로부터 부권제로 발달해 왔음을 입증하고, ⑶ 또 원시 사회의 조직 원리는 혈연에 기반을 두었다가 후에는 지역과 재산에 기반을 둔 정치사회로 발달하였다고 한다. ⑷ 가족에 관해서는 원시 사회에서의 난혼(亂婚)이 행해지고 야만·미개·문명사회에서의 발달에 대응하여 혈족혼 가족(血族婚家族), 반혈족혼 가족(半血族婚家族), 대우혼 가족(對偶婚家族), 가부장제 가족(家父長制家族)으로 발전하고 문명 단계에서 일부일부제 가족(一夫一婦制家族)이 나타났다고 한다. ⑸ 또한 재산제도에 대해서 원시 공산제(原始共産制)로부터 사유 재산제(私有財産制)로 발전하였다고 한다. 그는 이러한 발전 경로를 '신분에서 계약으로'라는 말로 표현하였다. 

## 참고 문헌
- 이 문서에는 다음커뮤니케이션(현 카카오)에서 GFDL 또는 CC-SA 라이선스로 배포한 글로벌 세계대백과사전의 내용을 기초로 작성된 글이 포함되어 있습니다.